# انزو بیانکو
انزو بیانکو (انگلیسی: Enzo Bianco؛ زادهٔ ۲۴ فوریهٔ ۱۹۵۱) یک سیاستمدار ایتالیایی، شهردار سابق کاتانیا و وزیر سابق کشور است.

## اوایل زندگی
بیانکو در ۲۴ فوریه ۱۹۵۱ در ایدان، استان انا، ایتالیا به دنیا آمد.

## حرفه
بیانکو از سال ۱۹۹۲ تا ۱۹۹۳ با حزب جمهوری‌خواه ایتالیا و از سال ۲۰۰۱ تا ۲۰۰۶ با «درخت زیتون» عضو اتاق نمایندگان و سپس از سال ۲۰۰۶ تا ۲۰۱۳ سناتور حزب دموکراتیک ایتالیا بوده است.